# Zalasárszeg
Zalasárszeg è un comune dell'Ungheria di 113 abitanti (dati 2001). È situato nella contea di Zala.